# Austrotinodes bracteatus
Austrotinodes bracteatus är en nattsländeart som beskrevs av Oliver S. Flint Jr. och Donald G. Denning 1989. Austrotinodes bracteatus ingår i släktet Austrotinodes och familjen trattnattsländor. Inga underarter finns listade i Catalogue of Life.